# Louis Puech (rugby à XV)
Cet article concerne le joueur de rugby à XV. Pour l'homme politique et le vice-amiral, voir Louis Puech et Louis Alphonse Edmond Puech.
Pour les articles homonymes, voir Puech.

a Compétitions nationales et continentales officielles uniquement.

b Matchs officiels uniquement.
Louis Puech, né le 4 décembre 1894 à Gorses (Lot) et mort le 8 octobre 1976 à Toulouse (Haute-Garonne), est un joueur international français de rugby à XV évoluant au poste de deuxième ligne.

## Biographie

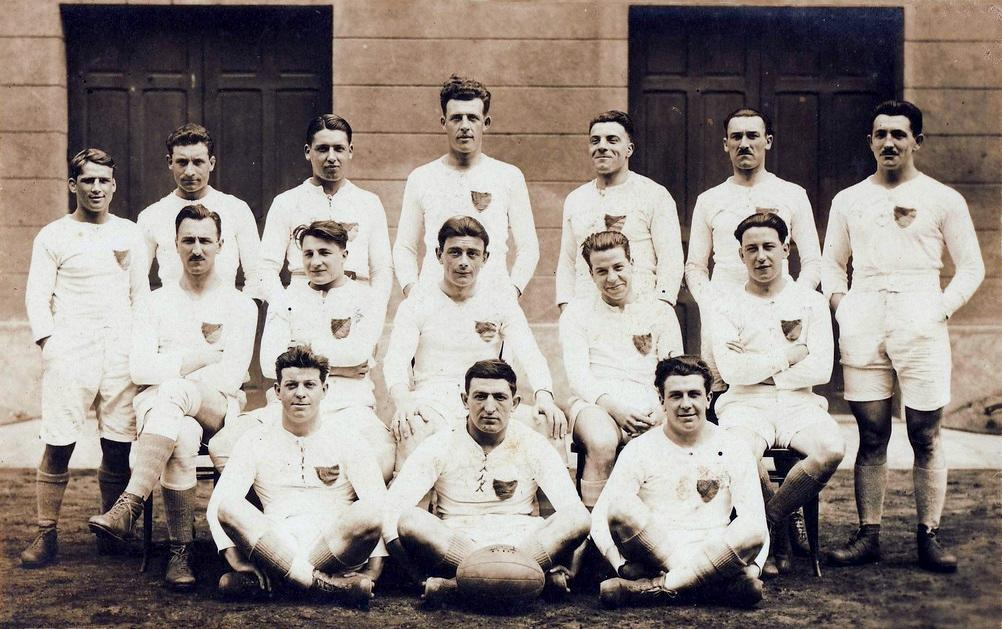
Louis Puech est assis au milieu au 2e rang avec l'équipe de l'AS Montferrand en 1925.

Louis Puech est le fils de Guy Léon Puech, notaire à Gorses, et de Marie -  Louise Lascombes de Laroussilhe. Il est de formation de notaire comme son père. Il est le petit - neveu de l'écrivain quercynois Ferdinand de Laroussilhe. À 19 ans, il s'engage dans l'infanterie pour participer volontairement à la Grande Guerre. Il joue avec le Stade toulousain jusqu'en 1923, puis à l'AS Montferrand de 1923 à 1930. Il est de la première équipe de France reconstituée après la Grande Guerre et vainqueur à Dublin, en 1920, pour la première victoire française dans le Tournoi des Cinq Nations. Il totalise cinq sélections, trois en 1920 (Écosse, Angleterre, Irlande) et deux en 1921 (Angleterre et Irlande). Sa carte d'international porte le numéro 121. Il participe le 26 septembre 1920 avec le Stade toulousain à un match de prestige, en compagnie de Philippe Struxiano, contre l'équipe des États-Unis, sacrés champions olympiques quelques jours auparavant à Anvers. À Toulouse, il évolue en deuxième ligne. Il est champion de France en 1922, après avoir perdu en 1921, la finale de Béziers. Puis, il part à l'AS Montferrand, dont il est le capitaine, avec laquelle il devient champion de France Honneur en 1925 aux côtés de Michel Boucheron et de Joseph Marmayou. Il rejoint ensuite le Stade aurillacois.
Après avoir pris sa retraite de joueur, il repart à Toulouse. Il est élu membre du comité directeur du Stade toulousain le 19 juin 1939. Il est officiellement le premier président du Stade toulousain rugby, formule moderne, élu le 20 septembre 1944. Il assure la présidence du club dans une période faste pour Toulouse qui retrouve toutes ses couleurs. Les Rouge et Noir renouent avec les titres : l'équipe première remporte la Coupe de France en 1946 et 1947. Elle est championne de France en 1947. Malgré les succès, il garde un visage triste, ne sourit jamais. Ses joueurs, affectueusement irrespectueux, l'avaient surnommé Lugubre. Il reste président du Stade toulousain jusqu'en 1951.

## Palmarès

### Joueur
- Finaliste du Championnat de France en 1921 avec le Stade toulousain.
- Vainqueur du Championnat de France en 1922 avec le Stade toulousain.
- Vainqueur du Championnat de France Honneur en 1925 avec l'AS Montferrand.

### Président
- Vainqueur de Coupe de France en 1946 et 1947 avec le Stade toulousain.
- Vainqueur du Championnat de France en 1947 avec le Stade toulousain.